# Phygadeuon chilosiae
Phygadeuon chilosiae är en stekelart som beskrevs av Horstmann 1975. Phygadeuon chilosiae ingår i släktet Phygadeuon och familjen brokparasitsteklar. Inga underarter finns listade i Catalogue of Life.